# 萊辛福恩 (喬治亞州)
萊辛福恩（英語：Rising Fawn）是位於美國喬治亞州戴德縣的一個非建制地區。該地的面積和人口皆未知。

## 地理
萊辛福恩的座標為34°45′56″N 85°31′52″W / 34.76556°N 85.53111°W，而該地的平均海拔高度為241米（即791英尺）。